# 백중날
백중날, 백중(百中 또는 百衆)은 백종(百種), 망혼일(亡魂日), 중원(中元)이라고도 하며, 음력 7월 15일이다. 참고로, 중국에서는 음력 7월이 귀신의 달인 귀월이며 중국 남부지방에서는 음력 7월 14일이 백중이다.
이 무렵에 갖가지 과일과 채소가 많아 100가지 곡식의 씨앗을 갖추어 놓았다고 하여 생긴 이름이다. 또한 돌아가신 조상의 혼을 위로하기 위하여 음식·과일·술을 차려놓고 천신(薦新)을 하였으므로 '망혼일'이란 명칭으로 불리기도 하였다. 승려들은 이날 각 사찰에서 재(齋)를 올리며 농촌에서는 백중날을 전후하여 백중장(百中場)이라고 하는 장이 섰다. 머슴이 있는 집에서는 이날 하루를 쉬게 하였으며, 지방에 따라서는 차례를 지내고 산소를 찾아 벌초와 성묘를 한다. 백중날은 대부분 일손을 놓고 하루 쉬지만 제주도 지방에서는 오히려 바다에 나가 일을 많이 한다. 백중날에 살찐 해산물이 많이 잡힌다고 믿기 때문으로, 이날 잡힌 해산물을 가지고 한라산에 올라가 산신제를 지내기도 한다. 불교에서는 지옥과 아귀보를 받은 중생을 구제하는 우란분회(盂蘭盆會, 우라본)라는 법회를 연다.

## 역사
불교가 융성했던 신라, 고려 시대에는 일반인까지 참석하여 백중을 대신해 우란분회를 열었으나, 조선 시대 이후로는 사찰에서만 행해져서 오늘날 대한민국에서는 그 풍습이 많이 소멸되었다. 반면 중국과 일본 그리고 베트남에서는 아직도 비교적 백중날을 성대하게 지내는 관습이 있다. 오늘날 일본에서는 음력을 쓰지 않아 오늘날에는 양력 8월 15일 경, 오본과 결합하여 제사를 지내고 절에 참배하는 사람이 많다. 중국에서는 악귀를 쫓는 제사를 크게 지내는데, 추석 한 달 전의 행사로 유명하며, 이는 서양에까지 소개되어 영어권에서도 “Ghost Festival” 등의 이름으로 차이나타운 등지에서 행해져 상당히 그 이름이 널리 알려져 있다.

## 같이 보기
- 오본
- 추석